# Bianca Virginia Camagni
Bianca Virginia Camagni (Milano, 17 luglio 1885 – Canzo, 8 settembre 1960) è stata una regista, attrice e produttrice cinematografica italiana attiva nel periodo del cinema muto.

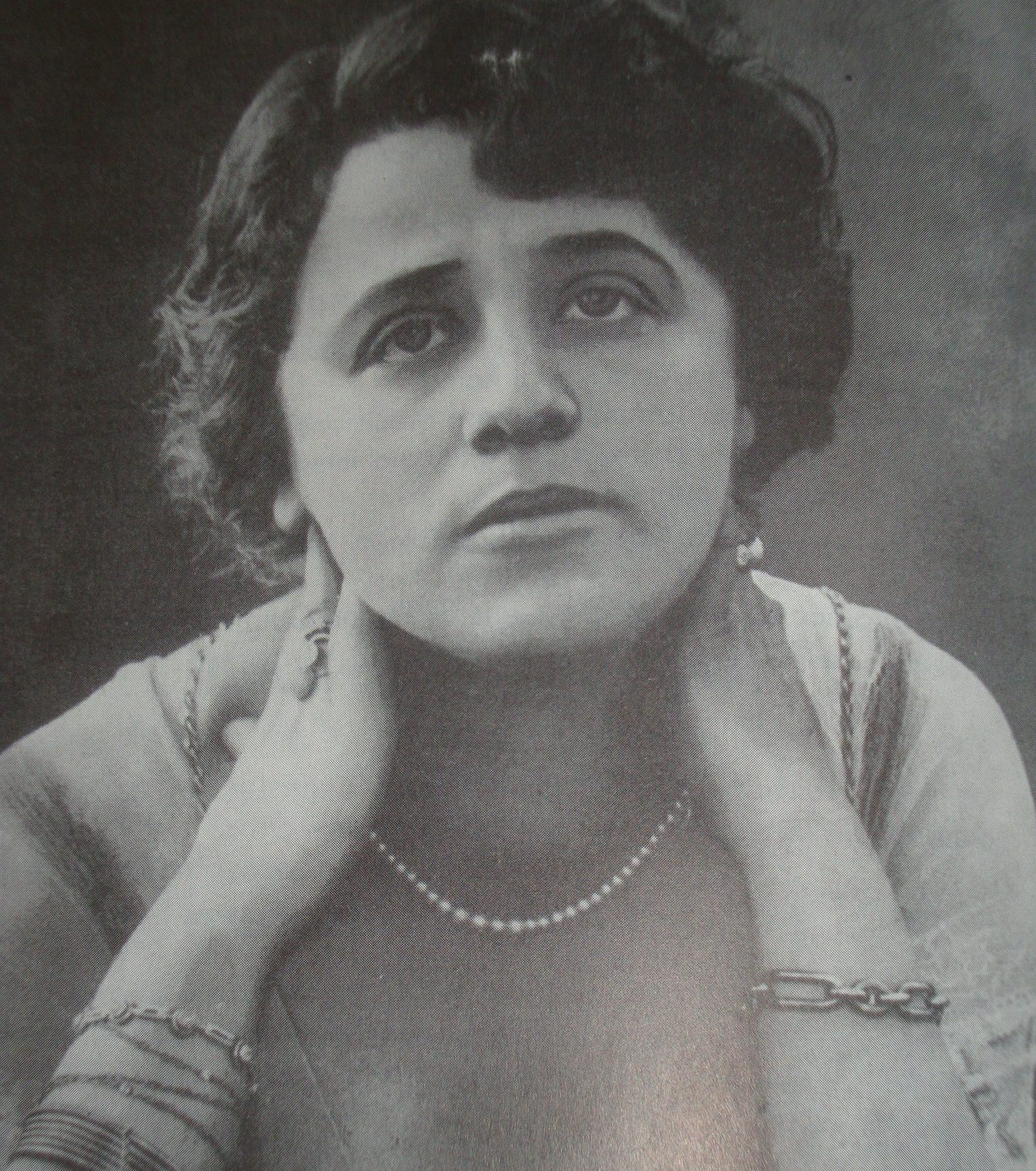
Bianca Virginia Camagni

Fu una delle prime e più importanti figure femminili nella regia cinematografica del muto italiano insieme a Elvira Notari, Elettra Raggio, Diana Karenne e Daisy Silvain. È ricordata inoltre per la varietà di ruoli attoriali che riuscì a interpretare nell'arco della sua carriera.

## Biografia

### Nascita ed esordi
Bianca Virginia Camagni nacque a Milano il 17 luglio 1885 e si formò come attrice nelle filodrammatiche della città. Fu una donna dall’educazione raffinata che amava la compagnia di intellettuali, letterati e artisti. Sapeva parlare diverse lingue, suonava il pianoforte e viaggiò per gran parte dell’Europa. La sua carriera ebbe inizio con il teatro e si concentrò sul cinema solo alla vigilia della prima guerra mondiale. Esordì nel 1913 presso la Mediolanum Film per passare alla Milano Films all'inizio del 1914. Nel giugno dello stesso anno la casa milanese decise di dedicarle una serie (così come fece per le più note Mercedes Brignone ed Hesperia), che fu però interrotta con l'ingresso dell'Italia nel conflitto mondiale. L'attrice interpretò in questo periodo vari ruoli da protagonista: nella commedia Dietro un cespuglio (1914) di Guglielmo Zorzi, nei drammi I naufraghi del potere (1914) di Enrico Rappini e Nel nido straniero (1914) di Baldassarre Negroni, nell'avventuroso Oro che uccide (1914) di Enrico Rappini.

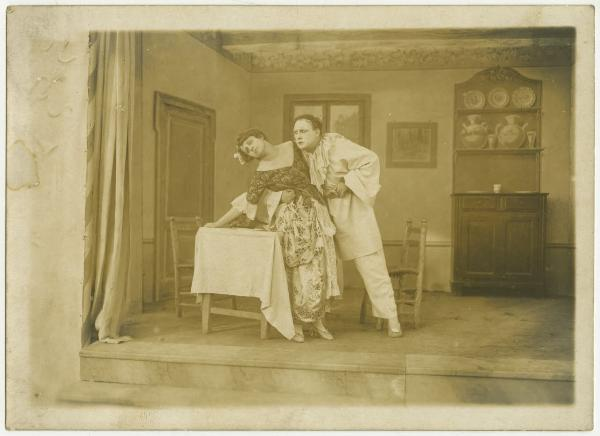
Bianca V. Camagni e Paolo Colaci sul set del film I pagliacci (1915), regia di Francesco Bertolini

### Periodo del primo conflitto mondiale
Gli anni del primo conflitto mondiale furono un periodo cruciale per l'evoluzione della carriera di Camagni: collaborò con i più importanti intellettuali italiani e al contempo si impegnò nelle vesti di regista e sceneggiatrice in vari film. Nel corso del 1915 fu "prestata" alla Mediolanum Film come attrice protagonista, accanto a Paolo Colaci, per il film operistico I pagliacci di Francesco Bertolini, basato sull'opera omonima di Ruggero Leoncavallo del 1892. Nello stesso anno fece coppia fissa con Luigi Serventi in una serie di film drammatici diretti da Augusto Genina per la Milano Films quali La gelosia e La fioraia di Como. Ancora nel 1915 recitò la parte di una donna fatale nel film L'agguato di Guglielmo Zorzi accanto ad Hesperia e Livio Pavinelli. Sempre per la regia di Zorzi recitò in L'idolo bianco, allora pubblicizzato come un «dramma di passione e di avventure» ed ebbe un ruolo anche in Passa la guerra di Baldassarre Negroni.
Nel 1916 recitò in Cavalleria rusticana di Ugo Falena, una riduzione cinematografica della celebre novella omonima di Giovanni Verga del 1884, prodotta dalla Tespi Film di Roma e girata in concorrenza con un'altra produzione dallo stesso titolo, per conto della Flegrea FIlm. Sempre con Ugo Falena, scrisse il soggetto del film Il figlio della guerra per la Galetea Film e ne interpretò la Contessa d'Algo. Alfredo Marchetti in una rivista dell'epoca definì l'attrice «un'interprete meravigliosa. Una moglie, una patriota e una mamma efficacissima». Il 1916 fu l'anno in cui firmò anche la sua prima regia (assieme a Ugo Falena), per La piccola ombra. Scrisse, a tal proposito, Antonio Rosso sulla nota rivista Apollon: «Bianca Virginia Camagni è forse la più intelligente e la più colta fra le attrici del nostro cinematografo. Lo dimostra questa Piccola ombra che essa ha scritto e interpretato, e che è il primo esempio di un dramma di qualche valore e originalità dovuto ad un'attrice dello schermo». Lavorò inoltre come interprete nel film Il Re, le Torri e gli Alfieri di Ivo Illuminati, tratto da una novella di Lucio D'Ambra, il quale ne curò anche la sceneggiatura. Si tratta di una vicenda ambientata in un immaginario torneo d'amore e di politica, che si svolge sui quadrati bianchi e neri di una simbolica scacchiera e vede la partecipazione della contessa Giorgia Dentice di Frasso, di Luigi Serventi e di Enrico Roma. Fu uno dei film più celebri di tutta la storia del cinema muto italiano ed ebbe un successo vastissimo anche in Francia, dove venne proiettato al Gaumont-Palace di Parigi e rimase in cartellone per diversi mesi con il titolo Echéc au Roi.  Purtroppo la pellicola andò perduta. A giudicare dal materiale sopravvissuto, Camagni ebbe un proprio stile interpretativo sobrio e trattenuto, ben distante da quello abbracciato dalle attrici italiane sue contemporanee che si rifacevano a uno stile recitativo dalla gestualità lirica molto marcata, tipico di una diva come Lyda Borelli.

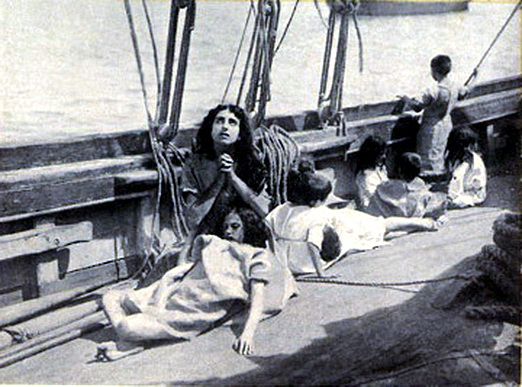
Bianca V. Camagni e Lea Righelli in La crociata degli innocenti (1917), regia di Alessandro Blasetti, Gino Rossetti e Alessandro Traversa

Nel 1917 uscì nelle sale La crociata degli innocenti, scritto da Gabriele D'Annunzio per la regia di Gino Rossetti, Alessandro Blasetti e Alessandro Traversa (e in fase iniziale anche Alessandro Boutet, scomparso poco dopo l'inizio delle riprese). Camagni interpretò il personaggio di Vanna e recitò ancora una volta accanto a figure di spicco del cinema del periodo, come Giulietta De Riso, Luigi Serventi e Lea Righelli. Recitò anche nella traduzione cinematografica del romanzo omonimo di Marco Praga del 1903 L'ondina, prodotto dalla Comerio films di Milano. A causa di una distribuzione inefficace che fece uscire il film in modo discontinuo nelle varie sale del territorio nazionale, la pellicola ebbe scarsa considerazione dalla critica dell'epoca. Come attrice ebbe anche un ruolo al fianco del famoso regista italiano Mario Bonnard in uno dei suoi film minori intitolato La strage degli innocenti. Tra il 1917 e il 1919 interruppe per quasi due anni la sua carriera di attrice e regista per prestare servizio come dama della Croce Rossa Italiana.

### Il primo dopoguerra
Molti dei film da lei interpretati dopo la prima guerra mondiale non riuscirono a essere prodotti e distribuiti a causa delle difficoltà finanziarie in cui versò il cinema italiano nel periodo successivo al conflitto, come La compagnia della leggera di Luciano Zuccoli, Usque dum viva et ultra di Irma Gramatica e ...Povero cuore...! della stessa Camagni che aveva suscitato grandi aspettative. Non mancarono comunque importanti collaborazioni e momenti di sperimentazione.

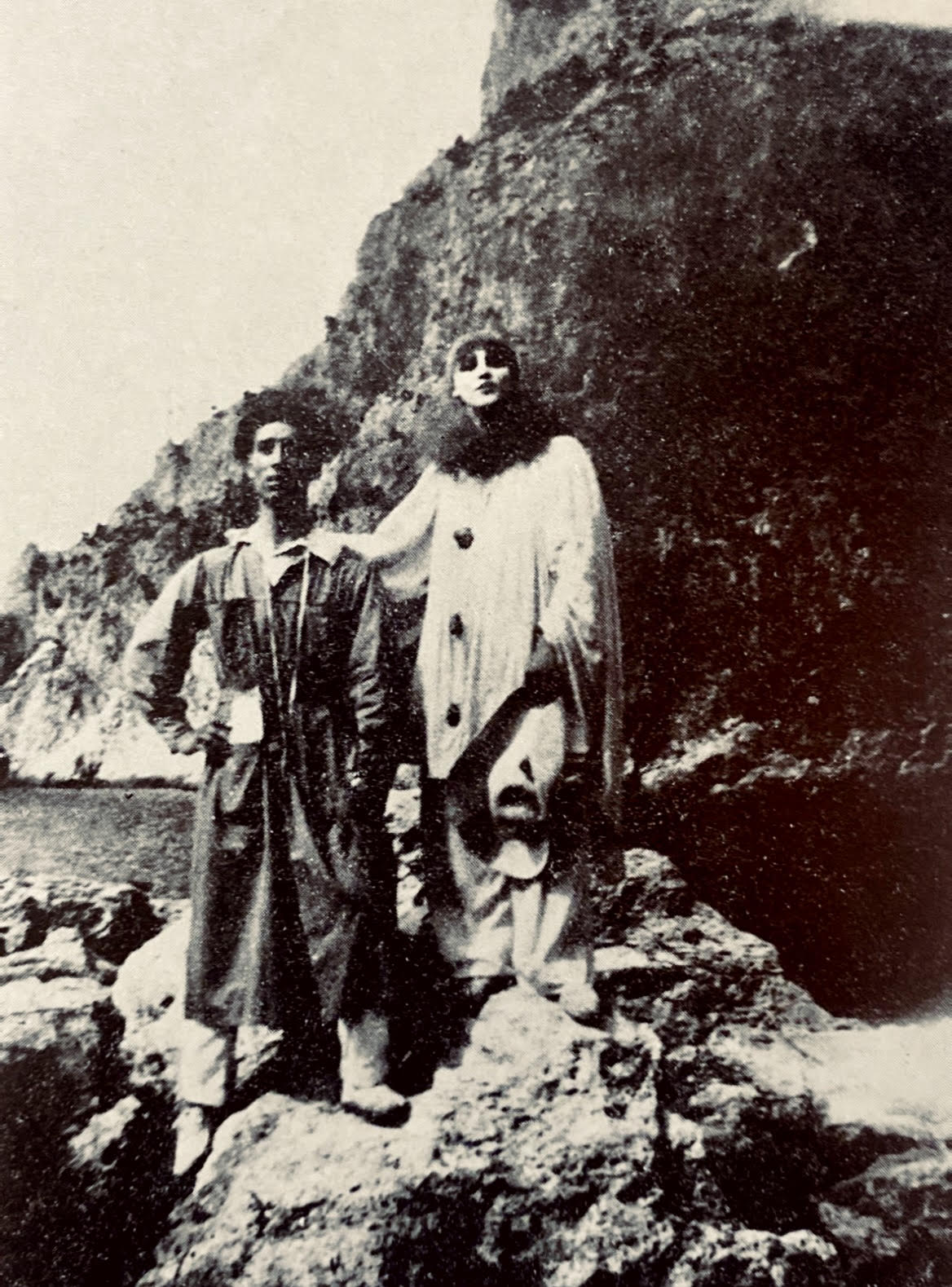
Bianca V. Camagni e il compagno Severo Pozzati (Sepo) a Capri sul set di Fantasia Bianca (1919), regia di Alfredo Masi e Severo Pozzati

#### I dueFantasia
Camagni fu legata sentimentalmente al pittore e scultore emiliano Severo Pozzati (detto Sepo) e protagonista assieme a lui di interessanti sperimentazioni nate dal pensiero di Alfredo Masi, che concepiva il cinema come arte figurativa, basata sulla luce, le forme e i colori e resa più espressiva dal connubio con la musica. Nel 1919 (con il sostegno dell'industriale milanese Achille Brioschi) Masi ebbe l'idea di girare un film basato su queste premesse assieme all'amico Sepo, coinvolgendo anche il musicista Vittorio Gui. A Camagni spettò il ruolo di un malinconico e crudele Pierrot. Il film, dal titolo Fantasia bianca, fu un insuccesso a causa del montaggio realizzato da Gui e Masi, che fecero della musica il fulcro dell'opera, rendendo la parte visiva un semplice susseguirsi di immagini che venne definito «un tentativo d'arte» e dunque ritirato dalla circolazione. A questo punto Bianca Virginia Camagni, coadiuvata dal giornalista Tito A. Spagnol, rilevò la pellicola e la sottopose a un nuovo montaggio, introducendo anche alcune nuove scene e un nuovo personaggio, che affidò ad Amleto Novelli. All'opera venne modificato il titolo da Fantasia bianca a Fantasia e vide la luce nel 1921 grazie alla Camagni Film, casa di produzione, questa, appositamente costituita nello stesso anno dell'uscita del film. Pur con recensioni contrastanti e pubblico non molto soddisfatto, la seconda edizione del lavoro ebbe un esito decisamente migliore, almeno dal punto di vista finanziario.

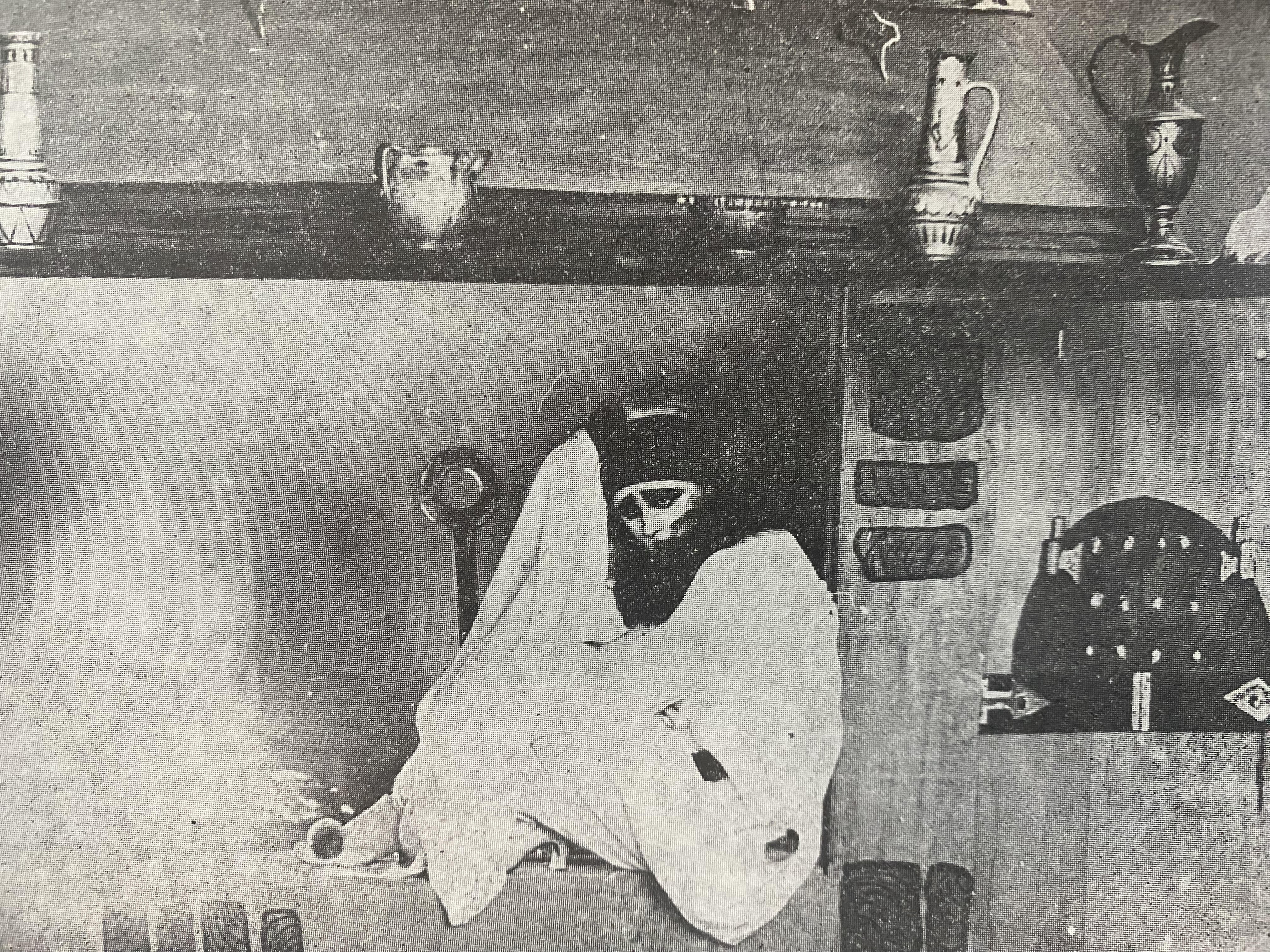
Bianca V. Camagni in Fantasia (1921), regia di Camagni e Tito A. Spagnol

#### Ultimi lavori
Nel 1919, come attrice, ebbe un ruolo di rilievo nuovamente accanto a Mario Bonnard (e sotto la direzione dello stesso Bonnard) nel film La stretta (chiamato anche Nella stretta), prodotto dalla Cines. Con la propria casa di produzione scrisse, diresse e interpretò un numero modesto di film: tra i più famosi La sconosciuta (1921), co-diretto assieme a Tito A. Spagnol, dove ebbe un ruolo da protagonista accanto ad attori del calibro di Alberto Collo e Amleto Novelli. Si trattava di un dramma passionale e romantico in cui un giovane povero si innamora di una giovane principessa, ma le ragioni di cuore non prevalgono su quelle dinastiche e dunque il giovane innamorato si toglie la vita. Altri titoli prodotti dalla casa cinematografica Camagni Film furono: La bella nonna e Il cuore e l’ombra (entrambi del 1922). Nel 1921 lavorò in ruoli di contorno anche con la FERT di Torino, come nel film La donna perduta di Guglielmo Zorzi, largamente diffuso e molto apprezzato dalla critica dell'epoca, che lo definì un «lavoro gustosissimo, pieno di brio, svolto con impeccabile intuizione da parte di tutti gli attori».

### Ritiro e morte
Bianca Virginia Camagni si ritirò definitivamente dalla professione nel 1922 dopo soli nove anni di carriera. Dichiarò al riguardo in un'intervista di pochi anni prima (1917): «Amo il cinema e sento che questo ardore divampa dentro me con una tale furia che un giorno finirò per non sopportarlo più. [...] Tutto quello che faccio, lo faccio da sola: intreccio i fili, scrivo l'opera, faccio la rappresentazione». La  sua carriera si concluse anche a causa di un grande incendio che colpì la propria casa di produzione cinematografica, la Camagni Film. Una volta ritiratasi completamente dalle scene fece perdere ogni traccia di sé. Oggi del suo lavoro restano soltanto La gelosia, uno dei primi ruoli che interpretò per la regia di Augusto Genina, Il figlio della guerra (copia con didascalie mancanti) e un brevissimo frammento, a malapena visibile, di Cavalleria rusticana. Durante la seconda guerra mondiale, come sfollata, lasciò Milano per rifugiarsi a Canzo, in provincia di Como, dove morì l'8 settembre 1960 all'età di 75 anni.

## Filmografia

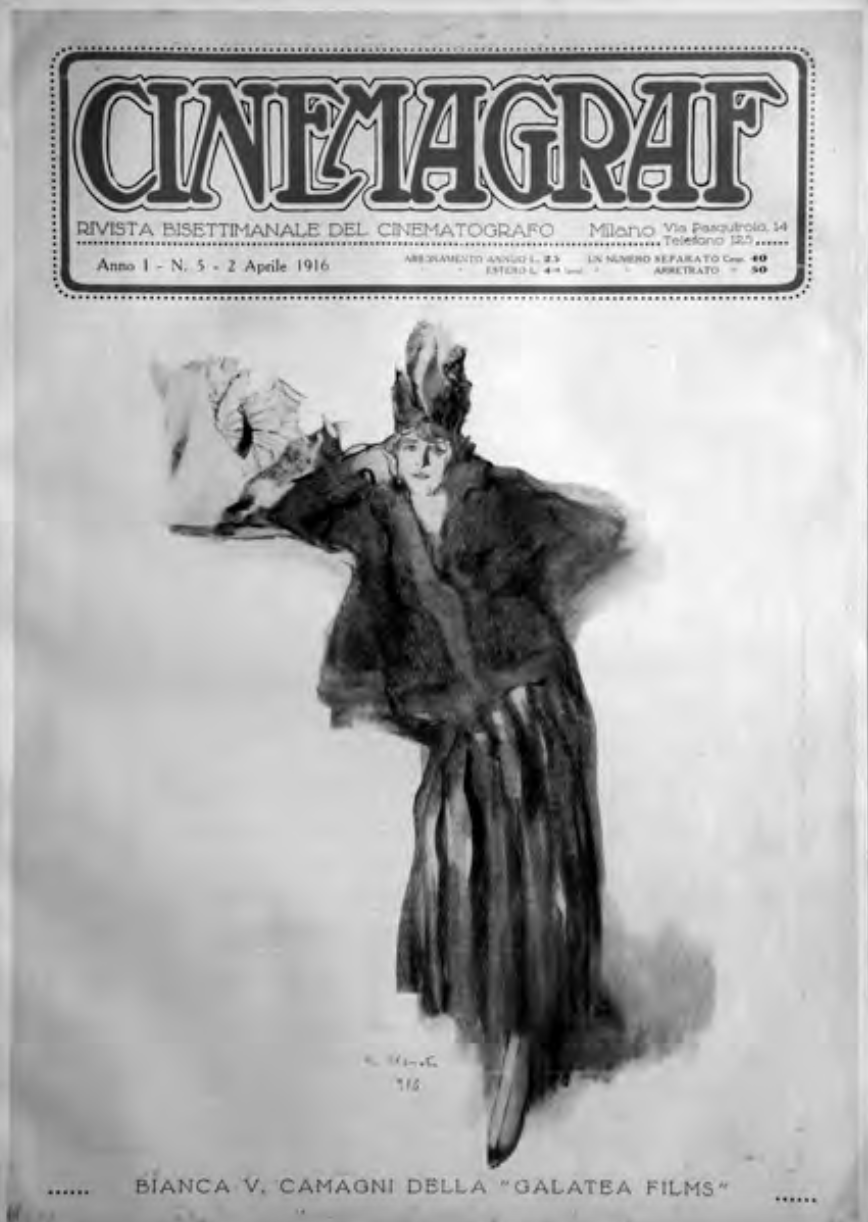
Bianca V. Camagni ritratta in tavola acquerellata in copertina della rivista milanese «Cinemagraf» n. 5, 2 aprile 1916.

### Regia e sceneggiatura
- La piccola ombra (co-regia assieme a Ugo Falena, 1916)
- Fantasia bianca (co-regia assieme a Severo Pozzati e Alfredo Masi, 1919)
- Fantasia (co-regia assieme a Tito A. Spagnol, 1921)
- La sconosciuta (co-regia assieme a Tito A. Spagnol, 1921)
- La bella nonna (1922)
- Il cuore e l'ombra (1922)

### Produzione

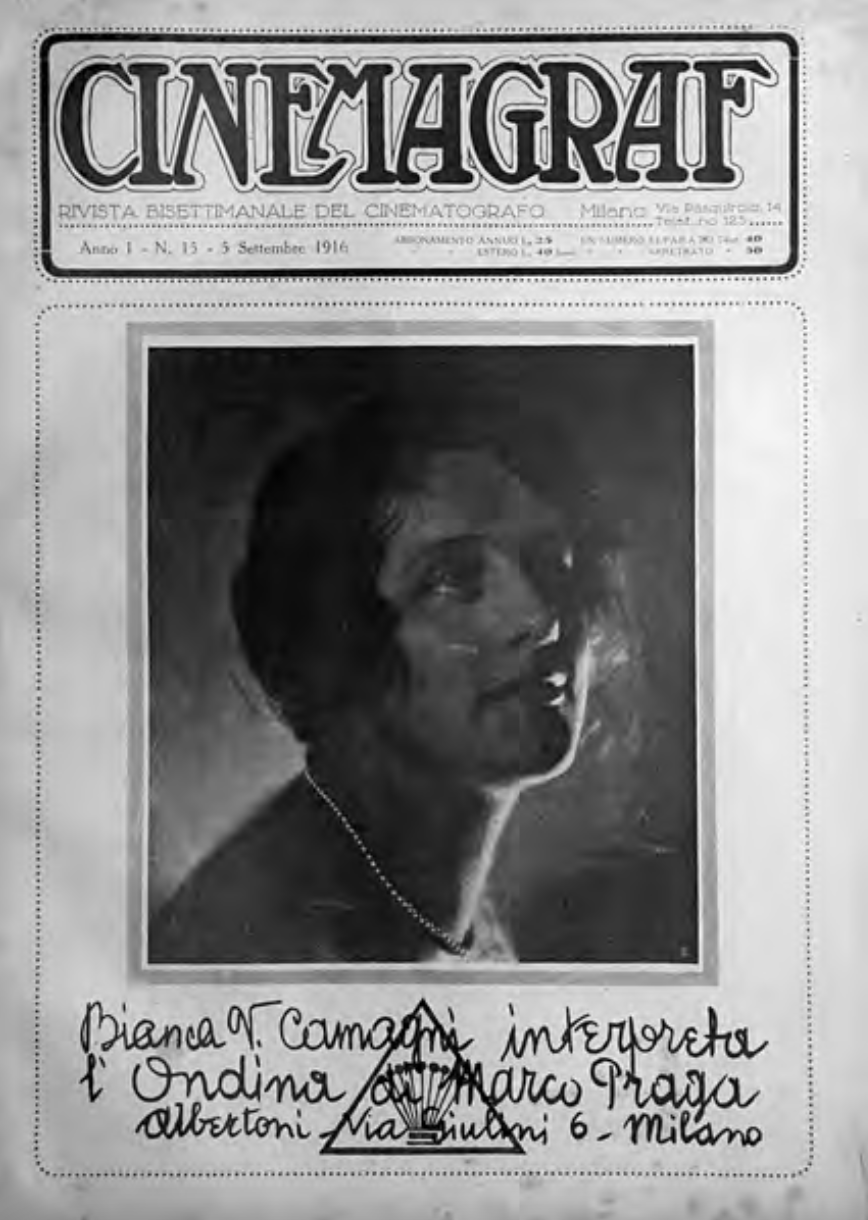
Primo piano di Bianca V. Camagni in copertina della rivista milanese «Cinemagraf» n. 13, 15 settembre 1916.

- La donna perduta (1921)
- La sconosciuta (1921)
- La bella nonna (1922)
- Il cuore e l'ombra (1922)

### Interprete
- Non è tutto oro..., regia di Baldassarre Negroni (corto, 1914)
- I naufraghi del potere, regia di Enrico Rappini (1914)
- Oro che uccide, regia di Enrico Rappini (corto, 1914)
- Nel nido straniero, regia di Baldassarre Negroni (corto, 1914)
- I pagliacci, regia di Francesco Bertolini (1915)
- La gelosia, regia di Augusto Genina (corto, 1915)
- La fioraia di Como, regia di Augusto Genina (corto, 1915)
- L'agguato, regia di Guglielmo Zorzi (1915)
- Passa la guerra, regia di Baldassarre Negroni (1915)
- L'idolo bianco, regia di Guglielmo Zorzi (1915)
- Il figlio della guerra, regia di Ugo Falena (1916)
- La piccola ombra, regia di Bianca Virginia Camagni e Ugo Falena (1916)
- Cavalleria rusticana, regia di Ugo Falena (1916)
- Il re, le Torri e gli Alfieri, regia di Ivo Illuminati (1916)
- La crociata degli innocenti, regia di Alessandro Blasetti (1917)
- L'ondina, regia di A. Alberoni (1917)
- La strage degli innocenti, regia di Mario Bonnard (1917)
- Fantasia bianca, regia di Bianca Virginia Camagni, Severo Pozzati e Alfredo Masi (1919)
- La stretta o Nella stretta, regia di Mario Bonnard (1919)
- Fantasia, regia di Bianca Virginia Camagni e Tito A. Spagnol (1921)
- La donna perduta, regia di Guglielmo Zorzi (1921)
- La sconosciuta, regia di Bianca Virginia Camagni e Tito A. Spagnol (1921)
- La bella nonna, regia di Bianca Virginia Camagni (1922)
- Il cuore e l'ombra, regia di Bianca Virginia Camagni (1922)